# Primera División de Zambia 2022-23
La Primera División de Zambia 2022-23 (conocida como MTN/FAZ Super Division por razones de patrocinio) es la 62.ª edición de la Primera División de Zambia, la liga más importante de Zambia. La temporada comenzó el 20 de agosto de 2022 y terminará el 27 de mayo de 2023.

## Ascensos y descensos
| Pos. | Descendidos de la Primera División 2021-22 |
| ---- | ------------------------------------------ |
| 15.º | Lusaka Dynamos FC                          |
| 16.º | Kafue Celtic FC                            |
| 17.º | Indeni FC                                  |
| 18.º | Konkola Blades FC                          |

| Pos. | Ascendidos de la Segunda División 2021-22 |
| ---- | ----------------------------------------- |
| 1.º  | Lumwana Radiants FC                       |
| 2.º  | MUZA FC                                   |
| 3.º  | NAPSA Stars FC                            |
| 4.º  | Nchanga Rangers FC                        |

## Equipos participantes
| Equipo               | Ciudad    | Estadio                 | Capacidad |
| -------------------- | --------- | ----------------------- | --------- |
| Buildcon FC          | Ndola     | Levy Mwanawasa Stadium  | 49.800    |
| Chambishi FC         | Chambishi | Chambishi Stadium       | 5.000     |
| Forest Rangers FC    | Ndola     | Levy Mwanawasa Stadium  | 49.800    |
| Green Buffaloes FC   | Lusaka    | Independence Stadium    | 30.000    |
| Green Eagles FC      | Lusaka    | Independence Stadium    | 30.000    |
| Kabwe Warriors FC    | Kabwe     | Godfrey Chitalu Stadium | 10.000    |
| Kansanshi Dynamos FC | Solwezi   | Solwezi Stadium         | 5.000     |
| Lumwana Radiants FC  | Solwezi   | Lumwana Football Pich   | 3.000     |
| MUZA FC              | Lusaka    | Independence Stadium    | 30.000    |
| NAPSA Stars FC       | Lusaka    | Nkoloma Stadium         | 5.000     |
| Nchanga Rangers FC   | Chingola  | Nchanga Stadium         | 20.000    |
| Nkana FC             | Kitwe     | Nkana Stadium           | 10.000    |
| Nkwazi FC            | Lusaka    | Edwin Imboela Stadium   | 6.000     |
| Power Dynamos FC     | Kitwe     | Arthur Davies Stadium   | 15.500    |
| Prison Leopards FC   | Kabwe     | Godfrey Chitalu Stadium | 10.000    |
| Red Arrows FC        | Lusaka    | Nkoloma Stadium         | 5.000     |
| Zanaco FC            | Lusaka    | Sunset Stadium          | 5.100     |
| ZESCO United FC      | Ndola     | Levy Mwanawasa Stadium  | 49.800    |

## Formato
Los 18 equipos participantes jugarán entre sí todos contra todos dos veces totalizando 34 partidos cada uno; al término de las 34 jornadas el campeón se clasificará a la Liga de Campeones de la CAF 2023-24; el subcampeón se clasificará a la Copa Confederación de la CAF 2023-24, en cambio los 4 últimos descenderán a la Segunda División de Zambia 2023-24.

## Tabla de posiciones
| Pos. | Equipo            | Pts. | PJ | G  | E  | P  | GF | GC | Dif. | Clasificación o descenso 2023-24 |
| ---- | ----------------- | ---- | -- | -- | -- | -- | -- | -- | ---- | -------------------------------- |
| 1    | Power Dynamos     | 50   | 26 | 13 | 11 | 2  | 37 | 13 | +24  | Liga de Campeones de la CAF      |
| 2    | Green Buffaloes   | 43   | 26 | 10 | 13 | 3  | 32 | 19 | +13  | Copa Confederación de la CAF     |
| 3    | MUZA              | 43   | 26 | 12 | 7  | 7  | 28 | 22 | +6   |                                  |
| 4    | Forest Rangers    | 41   | 26 | 10 | 11 | 5  | 25 | 17 | +8   |                                  |
| 5    | Red Arrows        | 40   | 26 | 10 | 10 | 6  | 30 | 24 | +6   |                                  |
| 6    | Prison Leopards   | 38   | 26 | 9  | 11 | 6  | 31 | 27 | +4   |                                  |
| 7    | Green Eagles      | 38   | 26 | 11 | 5  | 10 | 28 | 29 | −1   |                                  |
| 8    | NAPSA Stars       | 36   | 26 | 9  | 9  | 8  | 25 | 21 | +4   |                                  |
| 9    | Nkana             | 35   | 26 | 8  | 11 | 7  | 26 | 22 | +4   |                                  |
| 10   | ZESCO United      | 34   | 26 | 8  | 10 | 8  | 27 | 22 | +5   |                                  |
| 11   | Zanaco            | 33   | 26 | 8  | 9  | 9  | 23 | 24 | −1   |                                  |
| 12   | Kansanshi Dynamos | 33   | 26 | 7  | 12 | 7  | 23 | 25 | −2   |                                  |
| 13   | Kabwe Warriors    | 31   | 26 | 6  | 13 | 7  | 25 | 22 | +3   |                                  |
| 14   | Nchanga Rangers   | 31   | 26 | 7  | 10 | 9  | 25 | 31 | −6   |                                  |
| 15   | Nkwazi            | 28   | 26 | 6  | 10 | 10 | 21 | 22 | −1   | Segunda División                 |
| 16   | Chambishi         | 28   | 26 | 8  | 4  | 14 | 27 | 44 | −17  | Segunda División                 |
| 17   | Lumwana Radiants  | 26   | 26 | 6  | 8  | 12 | 24 | 30 | −6   | Segunda División                 |
| 18   | Buildcon          | 10   | 26 | 2  | 4  | 20 | 14 | 58 | −44  | Segunda División                 |

Actualizado a los partidos jugados el 5 de marzo de 2023.
 Fuente: Soccerway